# Irnik Point
Der Irnik Point (englisch; bulgarisch нос Ирник nos Irnik) ist eine Landspitze im Nordwesten von Snow Island im Archipel der Südlichen Shetlandinseln. Sie liegt 3,5 km südwestlich des Kap Timblón, 2 km südwestlich des Mezdra Point und 7,4 km nordöstlich des Byewater Point.
Britische Wissenschaftler kartierten sie 1968. Die bulgarische Kommission für Antarktische Geographische Namen benannte sie 2006 nach dem legendären Khan Irnik aus der Bulgarischen Fürstenlinie.